# Château de Lemps
Le château de Lemps est un château situé sur la commune éponyme dans le département de l'Ardèche.